# Cyclocephala lachaumei
Cyclocephala lachaumei är en skalbaggsart som beskrevs av Roger Paul Dechambre 1992. Cyclocephala lachaumei ingår i släktet Cyclocephala och familjen Dynastidae. Inga underarter finns listade i Catalogue of Life.